# Jakob II av La Marche
Jakob II av La Marche, född 1370, död 1438, prinsgemål av Neapel, gift 1415 med drottning Johanna II av Neapel. Han var monark (greve) av La Marche 1393-1435. Han var son till Johan I av La Marche och Katarina av Vendome. Jakob avsade sig sina titlar år 1435 och blev munk. 